# Nieuwe Brug (Amsterdam)

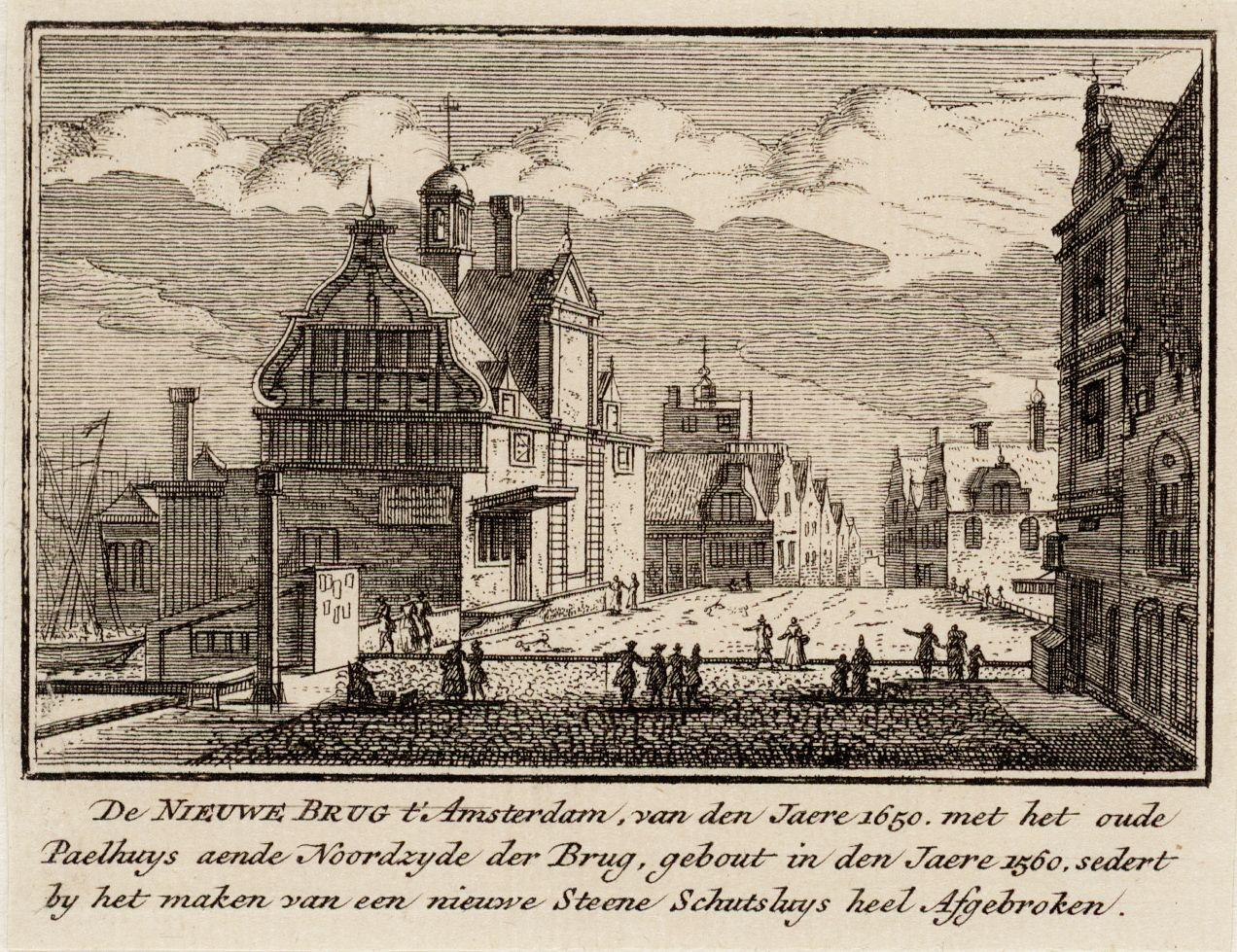
De Nieuwe Brug met het Paalhuis in 1650, gezien vanaf de hoek van het huidige Victoria Hotel

De Nieuwe Brug (brug 303) is een vaste brug in Amsterdam-Centrum.
Ze is gelegen in de Prins Hendrikkade en voert over het water dat het Damrak met het Open Havenfront verbindt. Haar naam is een verwijzing naar de Oude Brug, die over het Damrak gespannen was ter hoogte waar nu de straat onmiddellijk te noorden van de Beurs van Berlage ligt. 
Op diverse kaarten van de 13e en vroeg 14e eeuw is de Oude Brug wel te zien, maar op de plaats van de Nieuwe Brug is het Damrak van het IJ gescheiden door palenrijen met daarop een kantoortje. De eerste brug hier zou dateren van eind 14e eeuw, begin 15e. Op de kaart van Cornelis Anthonisz. uit 1538 is er een houten brug te zien met stenen aanbruggen. De brug moest nog steeds beweegbaar zijn voor in het Damrak gelegen schepen. Op de kaart van Balthasar Florisz. van Berckenrode uit 1625 is echter bijna een geheel vaste brug te zien, die grotendeels door palen wordt gedragen. Alleen in het middenstuk is nog een beweegbaar element ter doorvoer van zeilschepen gemaakt, een oorgatbrug. De brug heeft dan de naam Nieuwe Brugh; die brug is ook te zien op de plattegrond van stadsarchitect Daniël Stalpaert uit 1662. Als in 1685 Jacobus Storck zijn schilderij maakt, ligt er een stenen brug (sluis genoemd), waarbij het Paalhuys is verdwenen. Op de plattegrond van Gerrit de Broen (1737) is weer een stenen brug te zien met bastionachtige landhoofden aan de kant van het IJ. De brug met twee doorvaarten (met oorgaten) verbindt dan de Texelse Kay (in 1879 omgedoopt tot Prins Hendrikkade) met de Zeedijk. De middelste pijler wordt vanaf 1876 als draaischijf van een draaibrug. De brug werd toen al verbreed tot 8 meter, want de paardentram en even later de elektrische tram kwamen eraan. Jacob Olie legde die versie vast. In 1931 verscheen "Het voorlopig schema van verkeersverbeteringen in de binnenstad" waarbij de brug in 1938 geslachtofferd werd voor een vaste oeververbinding. 
Door het toenemende verkeer moest de brug opnieuw verbreed worden in 1955; die nieuwe versie nam de gehele lengte/breedte van de pijlers in beslag, zodat die onder de brug kwamen te liggen. Rond 1968 is opnieuw een verbreding nodig als de Prins Hendrikkade aangewezen wordt als aan-en afvoerroute van de IJtunnel. In plaats van de brug te verbreden, werd er gekozen voor een nieuwe brug ten noorden van de “oude”. Deze brug, Nieuwe Nieuwe Brug genoemd, kreeg brugnummer 326 en zorgde voor het verkeer stad in; de "oude" voor verkeer stad uit. Begin 21e eeuw werd de oude versie van de Nieuwe Brug afgebroken in verband met de aanleg van de Noord/Zuidlijn en weer vernieuwd. De Nieuwe Nieuwe Brug moest toen al het verkeer opvangen. Nadat die nieuwbouw in 2008 van bijna 26 meter breed werd opgeleverd, kwam daar al het verkeer over te rijden. In 2015 werd de noordelijke brug weer afgebroken, ook weer vanwege de Noord/Zuidlijn. Het oostelijke landhoofd van de Nieuwe Nieuwe Brug bleef daarbij als plateau staan.           
Sinds 1963 wordt de brug ook gebruikt door de tram, als onderdeel van de keerlus via het Oostelijke Stationsplein. Al eerder, van 1879 tot 1900 had er een paardentram overheen gereden (lijn Dam - Prins Hendrikkade).

## Vroeger
In de Gouden Eeuw  was de Nieuwe Brug een drukke en belangrijke plek. "Het krioelt hier en is hier druk van allerlei slagh van menschen, doch voornamelijk van schippers en bootsvolk, alsof de gansche stadt hier opeen gedrongen was, den gehelen dagh door", schreef de Amsterdamse geschiedschrijver Olfert Dapper in 1663. Ook in de avond vergaderden hier schippers en reders om te overleggen over hun zaken. Maar het was ook een geliefd uitzichtpunt, omdat kijkend over het IJ "ziet men duizenden van kleine en groote schepen, die als kastelen op 't water drijven en den vyant verschrikkelijk schijnen". De dorpen en huizen aan de overkant van het IJ te kunnen zien, vond men "zeer vermakelijk en cierlijk", en naar het zuiden had men een aangename blik over het Damrak. Mede door de aanwezigheid van het Paalhuis, dat half op de brug stond en half in het IJ, had de plek een belang "zulks dat men met recht zeggen magh, dat deze brugh de vermakelijkste gezichten, maer ook de drukste en voornaemste plaetsen van de stadt (ver)toont", aldus Dapper. Die tijden zijn voorbij.

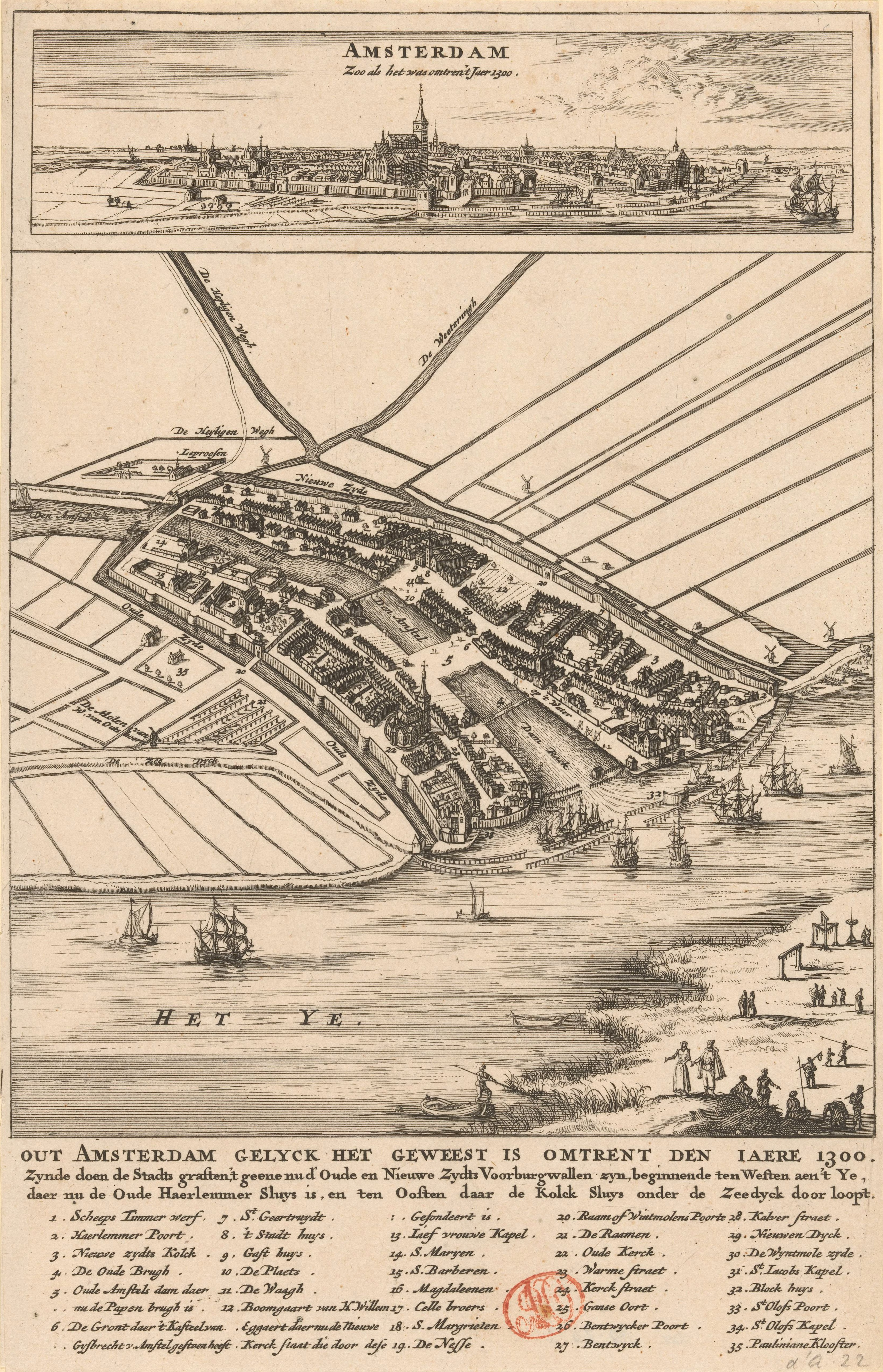
Kaart uit 18e eeuw met reconstructie situatie 1300 (wel Oude Brug, maar geen Nieuwe)
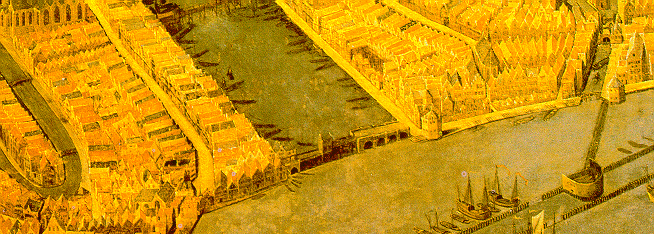
De Nieuwe Brug op de kaart van Cornelis Anthonisz. uit 1538
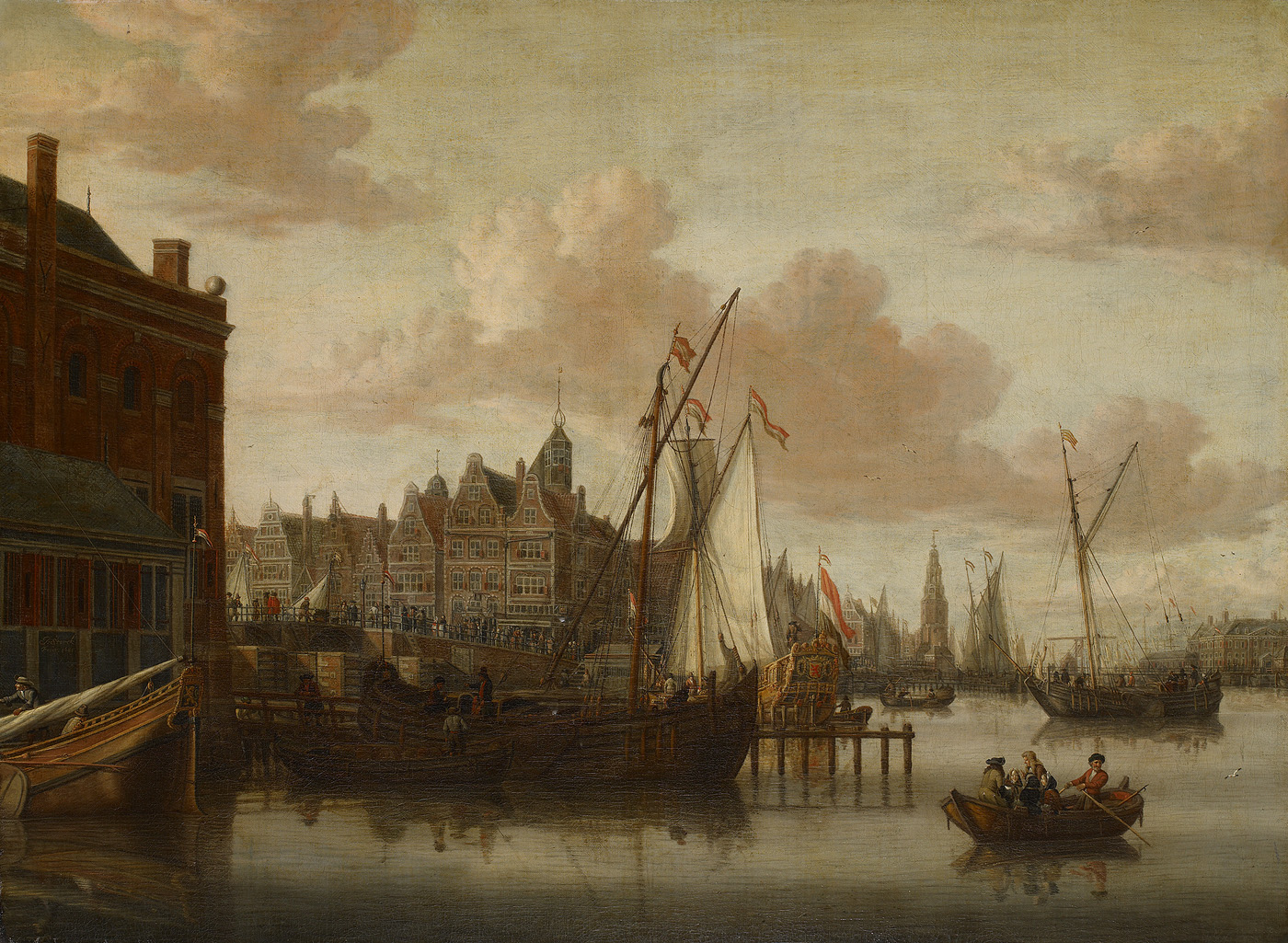
De Nieuwe Brug op een schilderij van Jacobus Storck (1685)
Uitzicht vanaf de Nieuwe Brug op de achtergevels van de Warmoesstraat (1941)
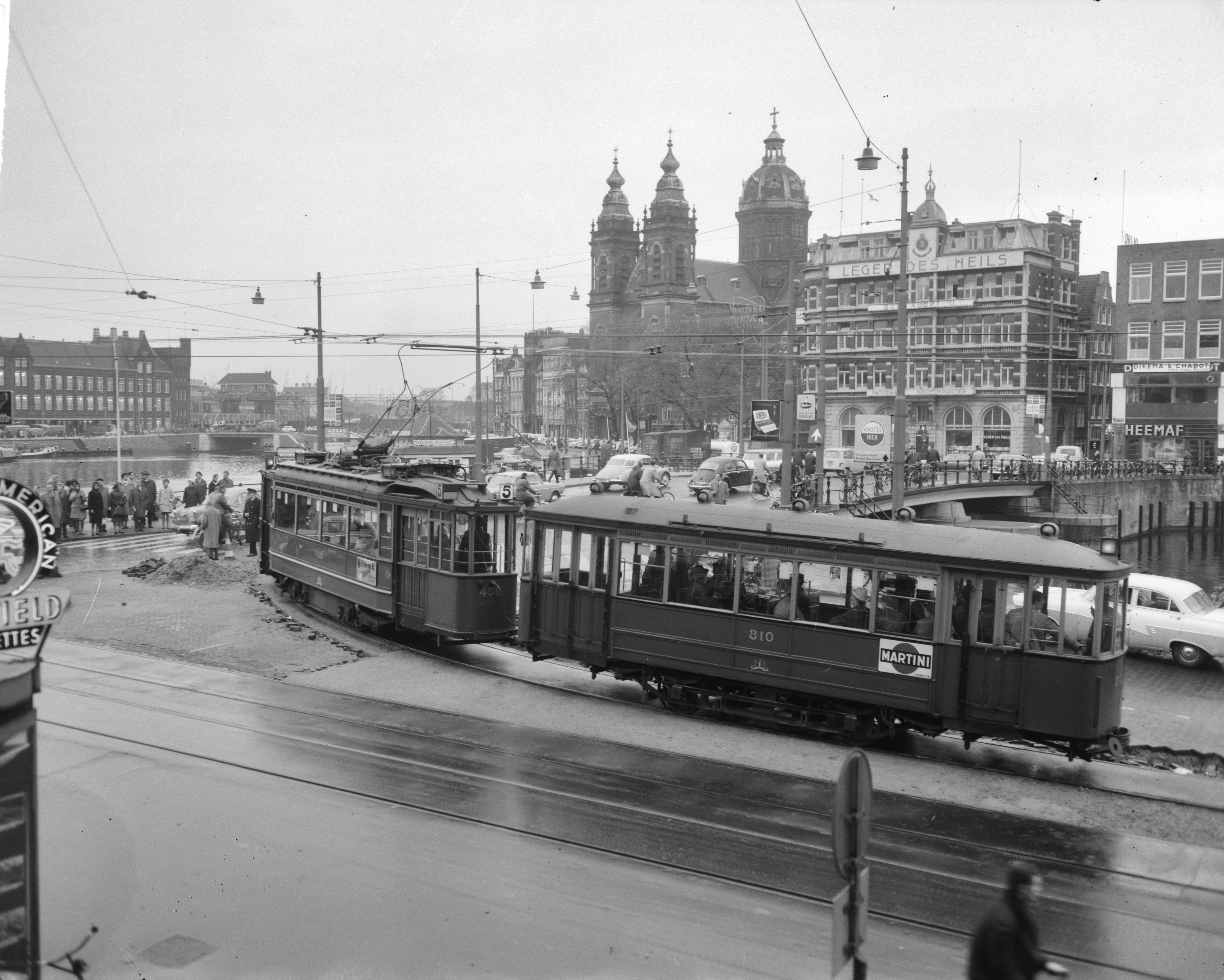
Spitslijn 5 over de nieuwe lus in 1963
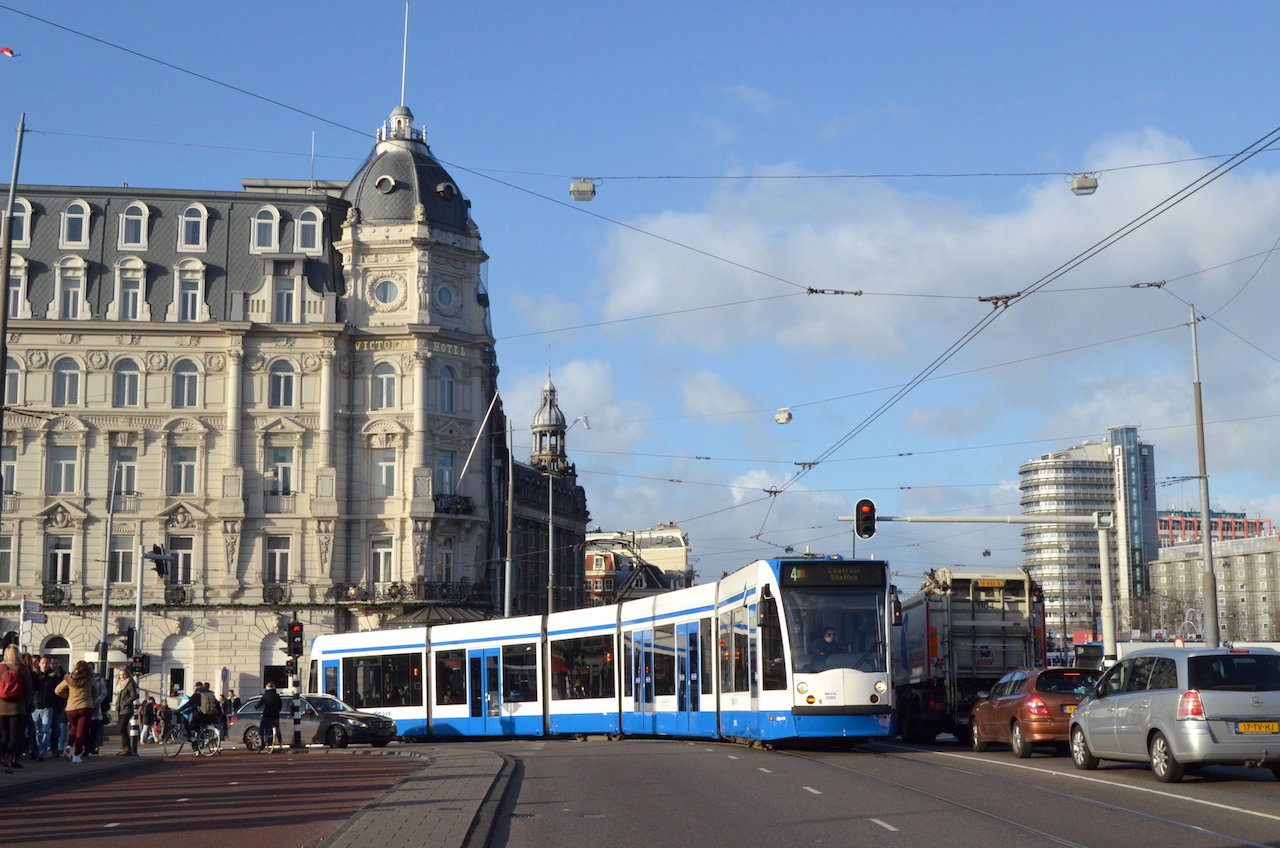
Tramlijn 4 op de Nieuwe Brug bij het Victoria Hotel tegenover het Centraal Station van Amsterdam; 31 december 2015 (Foto: Erik Swierstra)
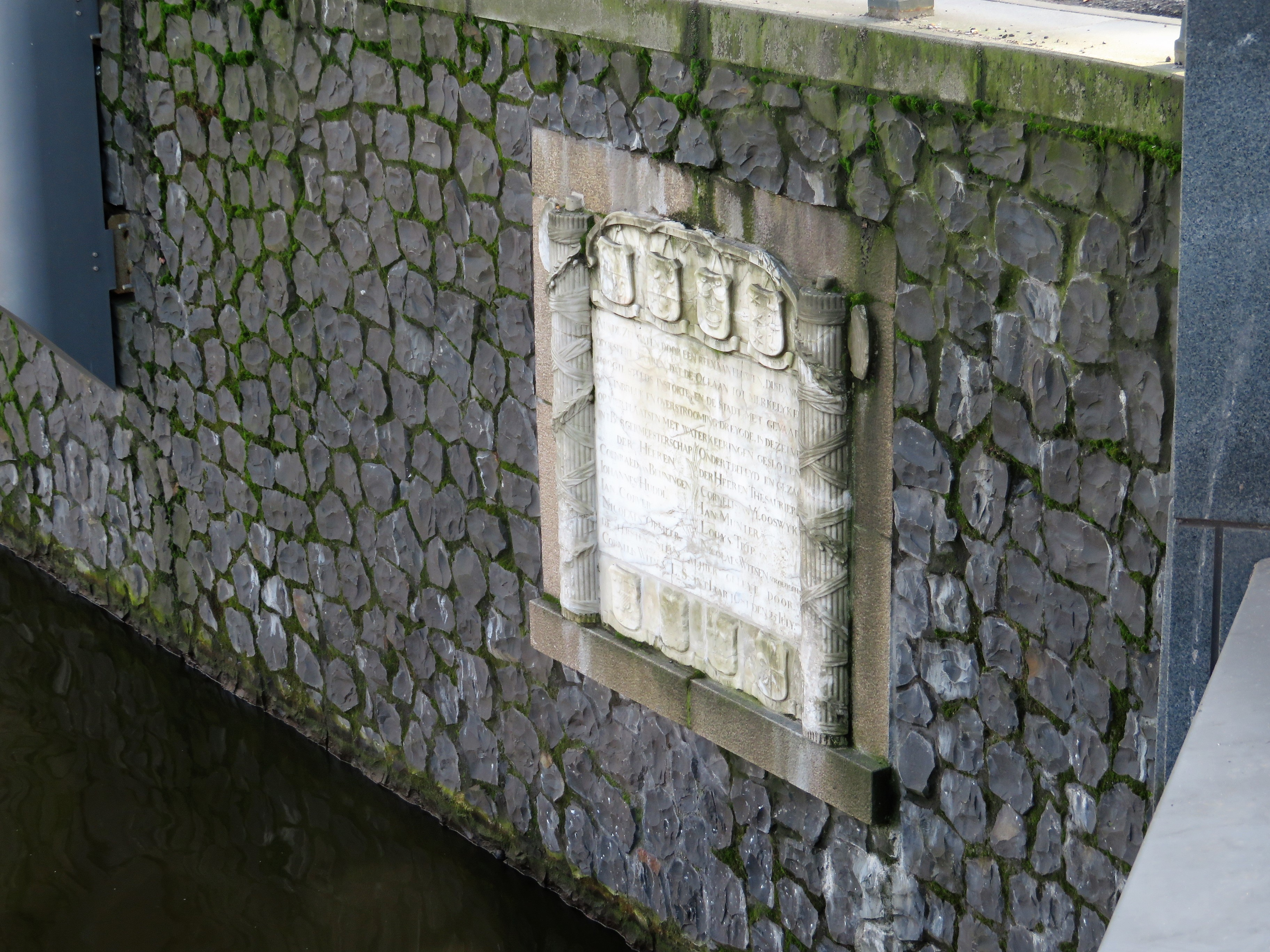
De enig overgebleven gedenksteen van twee, na de bouw van de Noord/Zuidlijn teruggeplaatst in de Nieuwe Brug

<<< · 300 · 301 · 302 · 303 · 304 · 305 · 306 · 307 · 308 · 309 · 310 · 311 · 312 · 313 · 314 · 315 · 316 · 317 · 318 · 320 · 321 · 322 · 323 · 324 · 325 · 327 · 328 · 330 · 331 · 332 · 333 · 334 · 335 · 336 · 337 · 338 · 339 · 340 · 341 · 342 · 343 · 344 · 345 · 346 · 347 · 348 · 349 · 350 · 351 · 352 · 353 · 354 · 355 · 356 · 357 · 358 · 359 · 360 · 361 · 362 · 363 · 364 · 365 · 366 · 367 · 368 · 371 · 372 · 373 · 374 · 375 · 376 · 377 · 378 · 379 · 380 · 381 · 382 · 383 · 385 · 386 · 387 · 388 · 389 · 390 · 391 · 392 · 393 · 394 · 395 · 396 · 397 · 398 · 399 · >>>
Brugnummers 319, 326, 329 (tijdelijke duiker in de Ringspoordijk), 369, 370, 384 zijn niet (meer) vergeven.